# キムコ・ルーカー
キムコ・ルーカー(KYMCO LOOKER)とは、KYMCO, KWANG YANG MOTOR CO.,LTDの50ccスクーター。『ルッカー』とも呼ばれる。
日本では2009年2月2日に在庫限りで販売終了した。
アイボリーやライトブルー（現在はカタログ落ち）のボディカラー、および曲線やメッキパーツを多用したクラシカルなデザインで、主に女性からの支持が高い。また、50ccスクーターとしては大径の16インチタイヤを装備し、走行安定性に優れる。ヨーロッパ方面にも多数輸出されており、石畳の多い道路でも安定した走行ができるスクーターとして人気がある。ヨーロッパの輸出名は「People」。

## 諸元
| エンジン               | 水冷2ストローク単気筒                      |
| 排気量                 | 49.5CC                                     |
| ボア、ストローク       | 未公表                                     |
| 最高出力               | 4.9kw/7000rpm                              |
| 最大トルク             | 7.2Nm/6500rpm                              |
| トランスミッション     | 自動無段変速機 (CVT)                       |
| フロントサスペンション | テレスコピック                             |
| リアサスペンション     | スイングユニット                           |
| フロントブレーキ       | 油圧式ディスク                             |
| リヤブレーキ           | リーディングトレイル                       |
| タイヤ                 | 前80/80-16後100/80-16                      |
| 車体サイズ             | 全長1850mm全幅685mm全高1075mmシート高800mm |
| タンク容量             | 5.8L                                       |
| 乾燥重量               | 95.5キログラム                             |
| 色                     | アイボリー                                 |
| 車両価格               | 17万7450円（2006年11月、現在）             |